# Paolo Calabresi
Pour les articles homonymes, voir Calabresi.
Paolo Calabresi, né à Rome le 17 juin 1964 , est un acteur italien.

## Filmographie partielle
- 2012 : Diaz : un crime d'État de Daniele Vicari
- 2014 : J'arrête quand je veux (Smetto quando voglio) de Sydney Sibilia (it)
- 2016 : Nemiche per la pelle de Luca Lucini
- 2016 : La corrispondenza  de Giuseppe Tornatore
- 2018 : Baby
- 2023 : Diabolik, chi sei? de Marco et Antonio Manetti
- 2023 : L'Enlèvement (Rapito) de Marco Bellocchio